# 뢴트겐탈역
뢴트겐탈역(Bahnhof Röntgental)은 브란덴부르크주 바르님군 팡케탈에 위치한 철도역이다.
역사는 아르 누보 양식으로 건설되었으며 승강장 북서쪽에 있다. 승강장 길이는 171 m이며, 건설 당시에는 섬식 승강장이었으나 제2차 세계 대전 이후에 단선 승강장으로 축소되었다. 역에는 엘리베이터가 설치되어 있으며, 브란덴부르크주의 건축유산으로 지정되어 있다.

## 역사
프로이센 국영철도에서는 1903년 5월 1일에 뢴트겐탈 택지 지구에 정차역을 건설했다. 10년 후 베를린-슈체친선이 복복선화되면서 장거리선과 근교선이 분리되었다. 이 과정에서 역 일대 선로 높이가 올라갔고, 근교선 역사가 새로 건설되었다. 역사 설계자는 카를 코넬리우스(Karl Cornelius)와 에른스트 슈바르츠(Ernst Schwartz)였다. 연선상에 들어선 근교선 정차역과 비슷한 양식으로 설계되었다.
1924년 8월 8일부터 베를린 슈테틴역-베르나우역간 전동차 운행이 시작되었다. 1930년 12월 1일부터 S반이라는 명칭이 사용되었다. 제2차 세계 대전 중이었던 1945년 4월에 역의 영업이 중단되었다. 그 해 6월 21일부터 증기 기관차 견인 열차로 근교선 운행이 재개되었으며, 8월 13일에 전동차 운행이 복구되었다. 이 과정에서 역의 선로 중 한 쪽이 소련에 전쟁배상으로 징발되었다. 1974년에 진행된 궤도 보수공사에서 남아 있던 승강장 위치를 동쪽에서 서쪽으로 변경했고, 종전 그대로 단선 운행이 유지되었다. 짧은 인상선은 보존되었고 2003년까지 선로 건설차 유치선으로 사용되었다.

## 인접 정차역
| 베를린 S반                         | 베를린 S반 | 베를린 S반           |
| ---------------------------------- | ---------- | -------------------- |
| 체퍼니크 베르나우 바이 베를린 방면 | S2         | 부흐 블랑켄펠데 방면 |